# Coleophora thurneri
Coleophora thurneri là một loài bướm đêm thuộc họ Coleophoridae. Nó được tìm thấy ở miền nam Pháp, Ý và Croatia.
Ấu trùng ăn Artemisia alba. Chúng tạo ra một kén tơ mỏng và hình ống dài 10–11 mm với góc miệng khoảng 45°. Larvae can be được tìm thấy ở giữa tháng 5.